# Encina de San Silvestre
Encina de San Silvestre – gmina w Hiszpanii, w prowincji Salamanka, w Kastylii i León, o powierzchni 23,76 km². W 2011 roku gmina liczyła 117 mieszkańców.